# Copa Pan-Americana de Voleibol Masculino de 2008
A Copa Pan-Americana de Voleibol Masculino de 2008 foi a 3ª edição do torneio organizado pela Confederação da América do Norte, Central e Caribe de Voleibol (NORCECA), realizado no período de 2 a 7 de junho, com as partidas realizadas na cidade de Winnipeg, no Canadá.
A seleção dos Estados Unidos conquistou seu segundo título da competição ao vencer na final única a seleção canadense. O oposto norte-americano Evan Patak foi eleito o melhor jogador do torneio.

## Seleções participantes
| Grupo          | Equipe               | Última aparição |
| A              |                      |                 |
| -------------- | -------------------- | --------------- |
| A              | Canadá               | 2007            |
| A              | Porto Rico           | 2007            |
| A              | República Dominicana | 2007            |
| A              | Trinidad e Tobago    | 2007            |
| B              |                      |                 |
| Costa Rica     | Estreante            |                 |
| Estados Unidos | 2006                 |                 |
| México         | 2007                 |                 |

## Formato da disputa
O torneio foi dividido em duas fases: fase classificatória e fase final.

## Fase classificatória

### Grupo A
|     |                      |     | Jogos | Jogos | Jogos | Resultados | Resultados | Resultados | Resultados | Resultados | Resultados | Sets | Sets | Sets  | Pontos | Pontos | Pontos |
| Pos | Equipe               | Pts | T     | V     | D     | 3–0        | 3–1        | 3–2        | 2–3        | 1–3        | 0–3        | V    | P    | R     | V      | P      | R      |
| --- | -------------------- | --- | ----- | ----- | ----- | ---------- | ---------- | ---------- | ---------- | ---------- | ---------- | ---- | ---- | ----- | ------ | ------ | ------ |
| 1   | Canadá               | 6   | 3     | 3     | 0     | 3          | 0          | 0          | 0          | 0          | 0          | 9    | 0    | MAX   | 225    | 141    | 1.596  |
| 2   | República Dominicana | 5   | 3     | 2     | 1     | 1          | 1          | 0          | 0          | 0          | 1          | 6    | 4    | 1.500 | 235    | 224    | 1.049  |
| 3   | Porto Rico           | 4   | 3     | 1     | 2     | 0          | 0          | 1          | 0          | 1          | 1          | 4    | 8    | 0.500 | 234    | 270    | 0.867  |
| 4   | Trinidad e Tobago    | 3   | 3     | 0     | 3     | 0          | 0          | 0          | 1          | 0          | 2          | 2    | 9    | 0.222 | 200    | 259    | 0.772  |

Resultados
| Data  | Hora  |                      | Placar |                      | Set 1 | Set 2 | Set 3 | Set 4 | Set 5 | Total  | Relatório |
| ----- | ----- | -------------------- | ------ | -------------------- | ----- | ----- | ----- | ----- | ----- | ------ | --------- |
| 2 jun | 15:00 | Porto Rico           | 1–3    | República Dominicana | 20–25 | 19–25 | 25–22 | 21–25 |       | 85–97  | Resultado |
| 2 jun | 18:00 | Canadá               | 3–0    | Trinidad e Tobago    | 25–12 | 25–13 | 25–13 |       |       | 75–38  | Resultado |
| 3 jun | 12:00 | Canadá               | 3–0    | Porto Rico           | 25–14 | 25–15 | 25–13 |       |       | 75–42  | Resultado |
| 3 jun | 18:00 | República Dominicana | 3–0    | Trinidad e Tobago    | 25–17 | 25–22 | 27–25 |       |       | 77–64  | Resultado |
| 4 jun | 15:00 | Porto Rico           | 3–2    | Trinidad e Tobago    | 20–25 | 25–21 | 22–25 | 25–14 | 15–13 | 107–98 | Resultado |
| 4 jun | 20:00 | Canadá               | 3–0    | República Dominicana | 25–19 | 25–20 | 25–22 |       |       | 75–61  | Resultado |

### Grupo B
|     |                |     | Jogos | Jogos | Jogos | Resultados | Resultados | Resultados | Resultados | Resultados | Resultados | Sets | Sets | Sets  | Pontos | Pontos | Pontos |
| Pos | Equipe         | Pts | T     | V     | D     | 3–0        | 3–1        | 3–2        | 2–3        | 1–3        | 0–3        | V    | P    | R     | V      | P      | R      |
| --- | -------------- | --- | ----- | ----- | ----- | ---------- | ---------- | ---------- | ---------- | ---------- | ---------- | ---- | ---- | ----- | ------ | ------ | ------ |
| 1   | Estados Unidos | 4   | 2     | 2     | 0     | 2          | 0          | 0          | 0          | 0          | 0          | 6    | 0    | MAX   | 150    | 97     | 1.546  |
| 2   | México         | 3   | 2     | 1     | 1     | 1          | 0          | 0          | 0          | 0          | 1          | 3    | 3    | 1.000 | 126    | 138    | 0.913  |
| 3   | Costa Rica     | 2   | 2     | 0     | 2     | 0          | 0          | 0          | 0          | 0          | 2          | 0    | 6    | 0.000 | 113    | 154    | 0.734  |

Resultados
| Data  | Hora  |                | Placar |                | Set 1 | Set 2 | Set 3 | Set 4 | Set 5 | Total | Relatório |
| ----- | ----- | -------------- | ------ | -------------- | ----- | ----- | ----- | ----- | ----- | ----- | --------- |
| 2 jun | 20:00 | Estados Unidos | 3–0    | Costa Rica     | 25–15 | 25–18 | 25–17 |       |       | 75–50 | Resultado |
| 3 jun | 20:00 | México         | 0–3    | Estados Unidos | 20–25 | 11–25 | 16–25 |       |       | 47–75 | Resultado |
| 4 jun | 18:00 | México         | 3–0    | Costa Rica     | 25–19 | 29–27 | 25–17 |       |       | 79–63 | Resultado |

## Fase final

### Chaveamento
|  | Semifinais           | Semifinais |   |                      | Final          | Final |  |
|  |                      |            |   |                      |                |       |  |
|  |                      |            |   |                      |                |       |  |
|  | Estados Unidos       | 3          |   |                      |                |       |  |
|  | República Dominicana | 1          |   |                      |                |       |  |
|  |                      |            |   |                      |                |       |  |
|  |                      |            |   |                      |                |       |  |
|  |                      |            |   |                      | Estados Unidos | 3     |  |
|  |                      | Canadá     | 1 |                      |                |       |  |
|  |                      |            |   |                      |                |       |  |
|  |                      |            |   |                      |                |       |  |
|  |                      |            |   |                      | Terceiro lugar |       |  |
|  |                      |            |   |                      |                |       |  |
|  | Canadá               | 3          |   | República Dominicana | 3              |       |  |
|  | México               | 1          |   |                      | México         | 2     |  |

### Quartas de finais
| Data  | Hora  |                      | Placar |            | Set 1 | Set 2 | Set 3 | Set 4 | Set 5 | Total | Relatório |
| ----- | ----- | -------------------- | ------ | ---------- | ----- | ----- | ----- | ----- | ----- | ----- | --------- |
| 5 jun | 18:00 | Porto Rico           | 0–3    | México     | 22–25 | 22–25 | 19–25 |       |       | 63–75 | Resultado |
| 5 jun | 20:00 | República Dominicana | 3–0    | Costa Rica | 25–21 | 28–26 | 25–15 |       |       | 78–62 | Resultado |

### Quinto lugar
| Data  | Hora  |            | Placar |            | Set 1 | Set 2 | Set 3 | Set 4 | Set 5 | Total | Relatório |
| ----- | ----- | ---------- | ------ | ---------- | ----- | ----- | ----- | ----- | ----- | ----- | --------- |
| 6 jun | 15:00 | Porto Rico | 1–3    | Costa Rica | 23–25 | 22–25 | 25–20 | 23–25 |       | 93–95 | Resultado |

### Semifinais
| Data  | Hora  |                | Placar |                      | Set 1 | Set 2 | Set 3 | Set 4 | Set 5 | Total   | Relatório |
| ----- | ----- | -------------- | ------ | -------------------- | ----- | ----- | ----- | ----- | ----- | ------- | --------- |
| 6 jun | 18:00 | Estados Unidos | 3–1    | República Dominicana | 25–23 | 32–30 | 22–25 | 25–23 |       | 104–101 | Resultado |
| 6 jun | 20:00 | Canadá         | 3–1    | México               | 18–25 | 25–22 | 25–12 | 25–18 |       | 93–77   | Resultado |

### Sexto lugar
| Data  | Hora  |                   | Placar |            | Set 1 | Set 2 | Set 3 | Set 4 | Set 5 | Total | Relatório |
| ----- | ----- | ----------------- | ------ | ---------- | ----- | ----- | ----- | ----- | ----- | ----- | --------- |
| 7 jun | 15:00 | Trinidad e Tobago | 3–1    | Porto Rico | 25–23 | 18–25 | 25–22 | 25–23 |       | 93–93 | Resultado |

### Terceiro lugar
| Data  | Hora  |                      | Placar |        | Set 1 | Set 2 | Set 3 | Set 4 | Set 5 | Total   | Relatório |
| ----- | ----- | -------------------- | ------ | ------ | ----- | ----- | ----- | ----- | ----- | ------- | --------- |
| 7 jun | 14:00 | República Dominicana | 3–2    | México | 23–25 | 25–21 | 23–25 | 25–18 | 15–12 | 111–101 | Resultado |

### Final
| Data  | Hora  |                | Placar |        | Set 1 | Set 2 | Set 3 | Set 4 | Set 5 | Total  | Relatório |
| ----- | ----- | -------------- | ------ | ------ | ----- | ----- | ----- | ----- | ----- | ------ | --------- |
| 7 jun | 16:00 | Estados Unidos | 3–1    | Canadá | 25–22 | 27–29 | 25–22 | 25–22 |       | 102–95 | Resultado |

## Classificação final
| Pos | Equipe               |
| --- | -------------------- |
| 1   | Estados Unidos       |
| 2   | Canadá               |
| 3   | República Dominicana |
| 4   | México               |
| 5   | Costa Rica           |
| 6   | Trinidad e Tobago    |
| 7   | Porto Rico           |

## Premiações
| Copa Pan-Americana de 2008         |
| Estados Unidos                     |
| ---------------------------------- |
| Estados Unidos Campeão (2º título) |

### Individuais
Os atletas que se destacaram individualmente foramː
| - Most Valuable Player (MVP) Evan Patak - Maior pontuador Elvis D. Contreras - Melhor ataque Gavin Schmitt - Melhor bloqueador Tomas Aguilera | - Melhor saque Evan Patak - Melhor defesa Alvaro Cascante Retana - Melhores levantador Pedro Rangel |